# Verein für Geschichte und Landeskunde von Osnabrück
Der Verein für Geschichte und Landeskunde von Osnabrück, auch Historischer Verein Osnabrück genannt, ist ein Verein zur Erforschung der Regionalgeschichte mit Sitz in Osnabrück.

## Geschichte
Er wurde 1847 durch Johann Carl Bertram Stüve gegründet und gehört zu den ältesten Geschichtsvereinen Westfalens und auch Niedersachsens. Seit seinem Bestehen verfolgt der Verein, dessen Wirkungsbereich bis heute den ehemaligen Regierungsbezirk Osnabrück umfasst, das Ziel, die wissenschaftliche Erforschung der Vergangenheit des Osnabrücker Landes, des Emslandes und der Grafschaft Bentheim zu fördern, die Ergebnisse zu sammeln und einem breiten Publikum zugänglich zu machen.
Heute gehören dem Historischen Verein etwa 600 Personen an, die am Werden ihrer Region interessiert sind, die Publikationen des Vereins verfolgen, Vorträge besuchen, an Exkursionen teilnehmen und die umfangreiche Vereinsbibliothek in Anspruch nehmen.
Zu Publikationen des Vereins zählen:
- Osnabrücker Mitteilungen
- Osnabrücker Geschichtsquellen und Forschungen
- Osnabrücker Urkundenbuch
- Heimatkunde des Osnabrücker Landes in Einzelbeispielen

## Veranstaltungen
Im Winterhalbjahr veranstaltet der Verein Vorträge zur allgemeinen und regionalen Geschichte und Landeskunde. Während des Sommers finden Exkursionen statt, an denen auch Nichtmitglieder teilnehmen können.

## Bibliothek
Die Bibliothek des Historischen Vereins umfasst zum heutigen Zeitpunkt über 25.000 Bände. Im Tauschverkehr erhält der Verein etwa 130 in- und ausländische Zeitschriftenreihen. Die Bibliothek ist am Osnabrücker Standort des Niedersächsischen Landesarchivs untergebracht.